# 대한민국의 텔레비전 드라마 목록 (ㅊ)
대한민국의 텔레비전 드라마 목록 (ㅊ)에서는 후 무ㅊ으로 시작되는 제목의 대한민국의 드라마를 서술한다.

## 차
- 차달래 부인의 사랑
- 착한 남자
- 착한마녀전
- 착한여자 백일홍
- 찬란한 유산
- 참 좋은 시절
- 창밖에는 태양이 빛났다

## 처
- 천 번의 입맞춤
- 천국보다 낯선 (드라마)
- 천국의 계단 (드라마)
- 천국의 나그네
- 천국의 나무
- 천년지애
- 천만번 사랑해
- 천사의 분노
- 천사의 선택
- 천사의 선택 (1989년 드라마)
- 천사의 유혹
- 천상여자
- 천상의 약속
- 천생연분 (1982년 드라마)
- 천생연분 (1996년 드라마)
- 천생연분 (2002년 드라마)
- 천생연분 (2004년 드라마)
- 천일의 약속
- 천추태후 (드라마)
- 천하일색 박정금
- 철새 (드라마)
- 철수씨와 02
- 철인왕후 (드라마)
- 첫사랑 (1986년 1월 드라마)
- 첫사랑 (1996년 드라마)
- 첫사랑 (1999년 드라마)
- 첫사랑 (2003년 드라마)
- 청담동 스캔들
- 청담동 앨리스
- 청실홍실 (텔레비전 드라마)
- 청일전자 미쓰리
- 청춘 (드라마)
- 청춘극장 (1993년 드라마)
- 청춘기록
- 청춘시대 (드라마)
- 청춘시대 2
- 청춘예찬
- 청춘의 덫 (1978년 드라마)
- 청춘의 덫 (1999년 드라마)
- 청춘행진곡 (드라마)
- 청혼 (드라마)
- 첼로 (드라마)
- 청춘기록

## 초
- 초원에 뜨는 별
- 초원의 빛 (드라마)
- 초인시대
- 최고다 이순신
- 최고의 사랑
- 최고의 사랑
- 최고의 연인
- 최고의 이혼 (2018년 드라마)
- 최후의 증인 (1987년 드라마)

## 추
- 추리의 여왕
- 추리의 여왕 2
- 추억 (1998년 드라마)
- 추적자 THE CHASER
- 춘자네 경사났네
- 출생의 비밀
- 춤추는 가얏고
- 출사표 (드라마)

## 치
- 치즈인더트랩 (드라마)
- 친구, 우리들의 전설
- 친구야 친구 (드라마)
- 친애하는 기타 여러분
- 친애하는 당신에게
- 친애하는 판사님께